# Pinzón (Galápagos)
Pinzón (englisch Duncan Island) ist die zwölftgrößte der Galápagos-Inseln. Sie ist 18 km² groß, der höchste Punkt der Insel liegt 458 Meter über dem Meeresspiegel. Benannt ist sie nach den Seefahrern Martin Alonso Pinzón und Vicente Yáñez Pinzón. Die Insel liegt in der Mitte der Galápagos-Inseln.
Auf Pinzón leben Riesenschildkröten, Seelöwen, Galapagosbussarde und andere endemische Arten.